# 1427
Rok 1427 (MCDXXVII) gregoriánského kalendáře začal v pondělí 1. ledna a skončil v pondělí 31. prosince. Dle židovského kalendáře nastal přelom roků 5187 a 5188, dle islámského kalendáře 848 a 849.

## Události
- 4. srpna – Bitva u Tachova, v níž vojsko spojených husitských svazů zvítězilo nad vojskem čtvrté křížové výpravy.

### Probíhající události
- 1405–1433: Plavby Čeng Chea
- 1406–1428: Čínsko-vietnamská válka
- 1419–1434: Husitské války
- 1427 - 1429 - první sčítání lidu ve Florencii

## Narození
- 26. října – Zikmund Habsburský, tyrolský vévoda († 4. března 1496)
- 29. listopadu – Jing-cung, čínský císař († 1464)
- 30. listopadu – Kazimír IV. Jagellonský, polský král († 7. června 1492)
- Antonio Bonfini, italský humanista a básník († 1502 – 1505)
- Jindřich IV. z Rožmberka, český šlechtic († 25. ledna 1457)

## Úmrtí
- 17. dubna – Jan IV., brabantský vévoda (* 11. června 1403)[1]
- 19. července – Stefan Lazarević, srbský vládce (* 1377)
- 1. srpna – Gentile da Fabriano, italský renesanční malíř (* asi 1370)
- 23. srpna – Zikmund Albík z Uničova, osobní lékař krále Václava IV. (* asi 1358)
- Ondřej z Brodu, český teolog (* ?)
- ? – Vilém I. z Pernštejna, moravský šlechtic, moravský zemský hejtman a komorník olomouckého a brněnského zemského soudu (* 1360)
- ? – Chimalpopoca, (* 1397), aztécký tlatoani (vládce) z Tenochtitlánu[2]
- ? – Čchü Jou, čínský romanopisec (* 1341)

## Hlavy států
- České království – bezvládí
- Svatá říše římská – Zikmund Lucemburský
- Papež – Martin V. – Klement VIII. – Benedikt XIV.
- Anglické království – Jindřich VI.
- Francouzské království – Karel VII.
- Polské království – Vladislav II. Jagello
- Uherské království – Zikmund Lucemburský
- Byzantská říše – Jan VIII. Palaiologos